# Oldřich z Říčan
Oldřich z Říčan (? – 8. dubna 1325) byl český šlechtic z rodu pánů z Říčan, maršálek, hofmistr a zemský sudí.

## Život

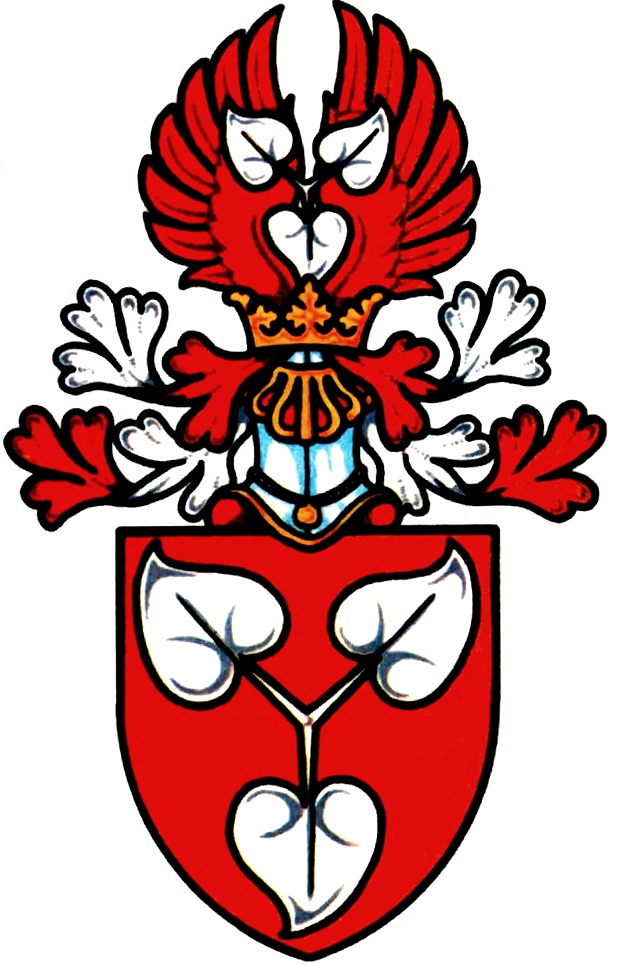
Erb pánů z Říčan

Oldřich byl synem stolníka Diviše ze Všechrom. První zmínka o něm pochází z roku 1298, kdy byl maršálkem na dvoře krále Václava II.
Nejpozději roku 1305 se stal královským hofmistrem. V listině z roku 1305 se poprvé označuje jako Oldřich z Říčan. Roku 1309 byl společně s Chotěborem z Říčan mezi svědky jmenovanými v listině Vítka ze Švábenic. V této listině je Oldřich označen jako zemský sudí. V tomto úřadu setrval až do 8. dubna 1325, kdy zemřel. Jeho synem byl Diviš z Říčan.

## Stavebník a donátor
Oldřich byl donátorem kláštera sv. Anny a sv. Vavřince na Starém Městě v Praze a budoval rodinné pohřebiště pánů z Říčan. V Lapidáriu Národního muzea se z klášterního kostela uchoval erbovní svorník se znamením trojlistu (erb pánů z Říčan). V blízkém sousedství kláštera stával pražský palác z Říčan, který mohl rovněž existovat již za života Oldřicha. Nejpozději za Oldřichova života byla dokončena stavba hradu v Říčanech, který založil pravděpodobně jeho strýc Ondřej ze Všechrom.